# Abrogans

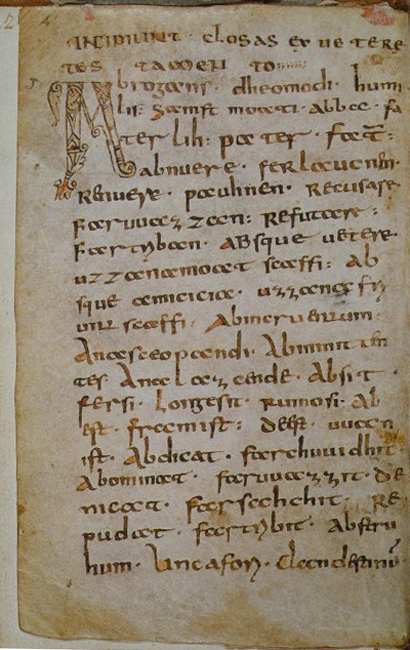
Erste Seite des St. Galler Codex Abrogans (Stiftsbibl., cod. 911)
Überschrift: INCIPIUNT CLOSAS EX VETERE TESTAMENTO („Hier beginnen die Glossen aus dem Alten Testament“)

Als Abrogans, genauer Abrogans deutsch, auch Codex Abrogans, wird ein lateinisch-althochdeutsches Glossar bezeichnet, dessen in der Stiftsbibliothek St. Gallen aufbewahrte Abschrift (Codex Sangallensis 911) als das älteste erhaltene Buch in deutscher Sprache gilt.
Das Glossar enthält ungefähr 3670 althochdeutsche Wörter in über 14.600 Belegen und ist damit eine wertvolle Quelle für die Kenntnis der ältesten oberdeutschen Sprache. Es wurde von der germanistischen Forschung nach seinem ersten Eintrag benannt: abrogans = dheomodi (bescheiden, demütig).
Verschiedentlich werden der Südtiroler Geistliche Arbeo von Freising († 783 oder 784) oder der Benediktinermönch Kero als Verfasser genannt.

## Allgemeine Angaben
Der deutsche Abrogans ist ein lateinisch-althochdeutsches Synonymwörterbuch, das allerdings nicht aus einer Sammlung lateinisch-althochdeutscher Übersetzungsgleichungen entstand, sondern auf einem rein lateinischen, alphabetisch geordneten Synonymwörterbuch aufbaute. Dieses lateinisch-lateinische Glossar, der lateinische Abrogans, war wohl in Italien (möglicherweise in dem bedeutenden süditalienischen Kloster Vivarium) aus zahlreichen älteren spätantiken und frühmittelalterlichen Glossaren zusammengestellt worden. So war ein Wörterbuch entstanden, in dem seltene Ausdrücke vor allem des biblischen Lateins durch gängigere Wörter erläutert waren.
Wahrscheinlich in dem altbairischen Bistum Freising, das Bischof Arbeo (er war hier Bischof von 764 bis 783) unterstand, wurde das Wörterbuch in der zweiten Hälfte des 8. Jahrhunderts schließlich ins Deutsche „übersetzt“. Dabei wurden sowohl das lateinische Stichwort wie auch dessen lateinische Wiedergabe mit althochdeutschen Entsprechungen glossiert, so z. B.:
| Latein | Althochdeutsch | Lateinische Bedeutung | Althochdeutsche Bedeutung |
| ------ | -------------- | --------------------- | ------------------------- |
| abba   | faterlih       | Abt                   | väterlich                 |
| pater  | fater          | Vater                 | Vater                     |

Dies war ein Vorgehen, das um die Mitte des 8. Jahrhunderts vielfach zu fehlerhaften Übersetzungen führte, beispielsweise durch Abgleiten in andere Wortarten. Dennoch bietet der Abrogans ein gewaltiges Material für die Sprachwissenschaft, das bis heute noch nicht vollständig ausgewertet ist. So gibt es etwa 700 Wörter, die sonst in keinem anderen althochdeutschen Text zu finden sind (Hapax legomena).

## Überlieferung
Aus der Entstehungszeit des Glossars im 8. Jahrhundert ist kein Exemplar bewahrt geblieben. Erhalten sind nur drei jüngere alemannische Abschriften der bairischen Vorlage, die heute in St. Gallen, Karlsruhe und Paris aufbewahrt werden. Die beste, allerdings verstümmelte Handschrift ist die direkte Abschrift des Archetypus, die wohl um 810 im Kloster Murbach für Karl den Großen (so Baesecke) oder in Regensburg unter Bischof Baturich (so Bernhard Bischoff) angefertigt wurde (Paris, Bibl. Nat., cod. lat. 7640, f. 124r–132v). Zwei Pergamentfragmente, die um das Jahr 800 entstanden sein sollen, wurden 2012 von Martin Haltrich im Stift Admont gefunden. Die Fragmente wurden im 18. Jahrhundert für einen Bucheinband benutzt und von Restauratoren 1963 in einer Mappe abgelegt und stammen möglicherweise von einem Buchbinder in Steyr oder Graz, der sie wahrscheinlich aus Klöstern wie Kloster Mondsee hatte.

## Rezeption
Den deutschen Abrogans hat der Schweizer Schriftsteller Franz Hohler zum Gegenstand seines 2017 erschienenen Romans Das Päckchen gemacht. Auf zwei Ebenen wird darin erzählt, wie ein Bibliothekar aus Zürich durch Zufall in den Besitz des Abrogans-Originals kommt und wie ein junger Benediktiner-Mönch in einem Kloster nahe Regensburg im Auftrag seines Abts den Abrogans auf Pergament schreibt und dann das Buch als Wandermönch nach Italien bringt, damit in anderen Klöstern Abschriften gefertigt werden können.